# Мироненко, Николай Сергеевич
Николай Сергеевич Мироненко (укр. Микола Сергійович Мироненко, позывной — Мирон; 30 ноября 1999, Александрополь — 21 июня 2024, Работино) — украинский военнослужащий, младший лейтенант, участник российско-украинской войны. Герой Украины (2025, посмертно).

## Биография
Родился 30 ноября 1999 года в селе Александрополь Днепропетровской области. В 2000 году семья переехала в город Родинское Донецкой области, где он окончил школу. Высшее образование получил в Национальном университете «Одесская политехника».
С 2019 года проходил военную службу по контракту в Национальной гвардии Украины. С началом полномасштабного вторжения России в Украину выполнял боевые задачи в составе спецподразделений «Донбасс» и «Омега». Участвовал в боевых действиях на территории Харьковской, Донецкой, Луганской и Запорожской областей.
Погиб 21 июня 2024 года в районе села Работино Запорожской области.
Похоронен в родном селе.

## Награды
- Звание «Герой Украины» с удостоением ордена «Золотая Звезда» (26 февраля 2025, посмертно) — за личное мужество и героизм, проявленные в защите государственного суверенитета и территориальной целостности Украины, верность военной присяге[2].